# Neofit VI (patriarcha Konstantynopola)
Neofit VI, gr. Νεόφυτος ΣΤ΄ (zm. 1747) – ekumeniczny patriarcha Konstantynopola w latach 1734–1740 i 1743–1744.

## Życiorys
Urodził się na wyspie Patmos. 27 września 1734 został patriarchą. Funkcję tę sprawował do sierpnia 1740 r. Po raz drugi panował od maja 1743 do marca 1744 r.